# 군산동원중학교
군산동원중학교(群山東園中學校)는 대한민국 전북특별자치도 군산시 나운동에 있는 공립 중학교이다.

## 학교 연혁
- 2001년 4월 2일 : 군산동원중학교 설립 인가
- 2002년 7월 26일 : 신축교사 준공
- 2002년 9월 1일 : 군산동원중학교 개교(30학급 1,052명)
- 2024년 2월 7일 : 제22회 졸업식(졸업생 243명 총 졸업생 7,034명)
- 2024년 3월 4일 : 제10대 이명희 교장 부임
- 2024년 3월 4일 : 신입생 입학(9학급 258명)

## 참고 자료
- 군산동원중학교 - 한국교육학술정보원 학교알리미